# Kitty O'Brien Joyner
Kitty Wingfield O'Brien, coniugata Joyner (Charlottesville, 11 luglio 1916 – 16 agosto 1993) è stata un'ingegnere statunitense, celebre per essere stata la prima donna laureatasi in ingegneria all’Università della Virginia nel 1939.

## Biografia
Suo padre era un ingegnere, e fu pertanto di grande ispirazione per Joyner. Inizialmente voleva progettare componenti domestiche, ritenendo che le donne in quest’ambito fossero meglio. Dopo la laurea, fu assunta dalla NACA nel settembre 1939 come assistente di ingegneria civile junior, diventando di fatto la prima donna ingegnera. Spostò rapidamente la sua attenzione verso l’ingegneria elettronica. In particolare, gestiva le gallerie del vento (una galleria del vento è un'apparecchiatura utilizzata per studiare l'andamento dell'aria attorno ad un corpo, simulandone l'interazione), comprese quelle supersoniche.
Nel corso della sua carriera alla NACA/NASA, Joyner ha contribuito alla ricerca sull'aeronautica, sul volo supersonico e sulla progettazione dei profili aerodinamici. Si ritirò dalla NASA nel maggio 1971.
Joyner morì il 16 agosto 1993, all'età di 77 anni.